# الغواصة الألمانية يو-7 (1935)
غواصة يو-7 غواصة يو بوت ألمانية من الفئة الثانية بي بنيت ل سلاح بحرية ألمانيا النازية كريغسمارينه، في أحواض بناء السفن الألمانية التابع لشركة جرمانيا لبناء السفن في كيل خلال الحرب العالمية الثانية. 
كانت واحدة من الإصدارات الأصغر من غواصات الفئة الثانية، وأطلقت لأول مرة في 29 يونيو 1935 مع طاقم من 29. وكان قائدها الأول كورت فريوالد. وقام بقيادتها 16 قائدًا خلال فترة خدمتها كان آخرهم غونتر لوشك. في 18 فبراير 1944، غرقت إلى الغرب من بيلاو في ما يُعتقد أنه كان خللاً في عملية مناورة اثناء الغوص. لم ينجو أي أحد من طاقمها.